# رغوة الشعر

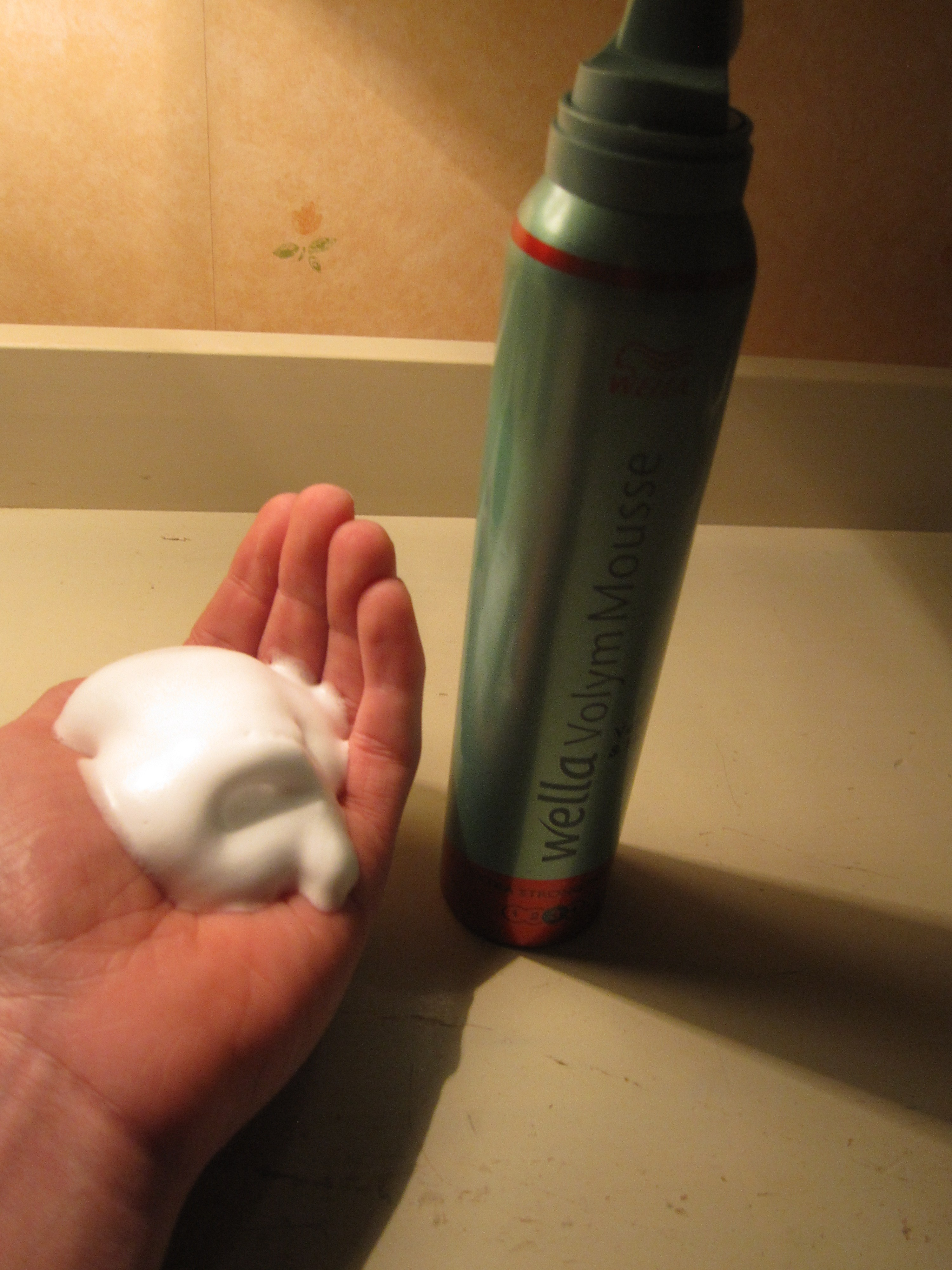
رغوة الشعر (موس الشعر).

رغوة الشعر أو رغوة التصفيف، هو منتج لتصفيف الشعر يهدف إلى حماية الشعر أو تيبسه (تثبيته) أو تصفيفه. ويذكر أن كلمة «موس» هي كلمة فرنسية وتعني الرغوة. بدأ استعمال الرغوة في فرنسا ثم صدرت إلى سوق التجزئة في أمريكا الشمالية من قبل شركة لوريال في الثمانينيات، تحت العلامة التجارية «فالينس». غالبًا ما يتم تصنيعها على شكل رذاذ أو كريم، وهي إحدى منتجات تصفيف الشعر التي تعتبر خفيفة الوزن عند وضعها على الشعر مقارنة بالجل.
تعطي الرغوة حجم للشعر، وتساعد في تصفيفه وتثبيته، من دون التسبب في سقوط للشعر أو ترك أي بقايا على الشعر. وتصنع الرغوة من مركبات اصطناعية لتغليف الشعر ومساعدته على اتخاذ شكل معين، حيث تستعمل على الشعر المبلل قبل التجفيف والتصفيف.  من الملفت ذكره أن رغوة الشعر تكون لونها أرجواني داخل العلبة ثم تتحول إلى اللون الأبيض عند ملامستها الهواء. بالأضافة إلى انه يمكن استخدامها على الشعر المجعد للحد من التجعيد أو الشعر المموج لتحديد التموجات.

## تاريخ المنتج
وصلت رغوة الشعر في أوائل الثمانينيات إلى أمريكا الشمالية باسم "mousse mania"، حقق المتتج خلال سنواته الأولى في السوق أرباحاً بملايين الدولارات. فمثلاً، خلال عام 1984 تراوحت مبيعات التجزئة المحلية للمنتج من 100 إلى 150 مليون دولار أمريكي، وحوالي 200 مليون دولار أمريكي في عام 1986. 
مع حلول منتصف الثمانينيات من القرن الماضي، كان التوجه لموضة للحصول على حجم كبير للشعر وبناءاً على ذلك زاد استعمال الرغوة ومنتجات التكثيف الأخرى. في عام 1987، اتجه الناس للاهتمام إذا ما كانت المنتجات صديقة للبيئة أم لأ، ولأن رغوة الشعر مكونة من مواد كيميائية، فقد تراجعت مبيعاتها لإنها لا تعتبر منتجاً «صديقًا للبيئة».
لاحقاً تم إنتاج وتسويق المنتج تحت العديد من الأسماء التجارية المختلفة، وبتركيبات مناسبة لأنواع مختلفة من الشعر، فأصبح يستعمل على الشعر المصبوغ والمستقيم.

## الطلب
كمنتج متعدد الاستخدامات، تعتبر رغوة الشعر خيارًا ملائماً لكل تسريحات الشعر القصيرة والطويلة. فعند وضع الرغوة على الشعر المبلل، فإنها تترك الشعر بمظهر «رطب» ذو ملمس «مقرمش».
لكن على عكس جل الشعر، فإن رغوة الشعر تسمح بتمشيط الشعر بسهولة وتعطيه مظهر أكثر نعومة، عن طريق تجفيفه قليلاً بواسطة مجفف الشعر بعد وضع الرغوة على الشعر المبلل، فبذلك تكون النتيجة زيادة في كثافة الشعر وزيادة في ثبات تسريحة الشعر.

## المكونات
الماء هو المكون الأول والأساسي في صناعة رغوة الشعر، فهو يستعمل لمزج المواد الكيميائية المختلفة معًا. تحتوي أيضًا الرغوة على الكحول، الذي يساعد على إذابة المكونات التي أضيفت إلى الماء، ويساعد في إنتاج رغوة سريعة التغلغل،  بالإضافة إلى إنها تحتوي على البوليمر أو الريزن (راتنج، مادة صمغية). حيث تعتبر البوليمرات المكون الأكثر أهمية وفاعلية في رغوة الشعر، فهو المكون المسؤول على تصفيف الشعر. أما الراتنجات فهي عبارة عن جزيئات طويلة السلسلة تشكل غشاءً أو تغليف للشعر مما يسمح بتثبيت خصلات الشعر، فيصبح من الصعب تمشيطه وتشكل طبقة مقاومة تساعد على تثبيته، فمع استعمال مجفف الشعر يصبح الشعر أكثر نعومة. 
في تركيبات أخرى غالبًا ما يتم مزج الراتينج الكاتيوني بمركزات أخرى للرغوة لزيادة قدرته على تثبيت الشعر. لتحقيق ذلك، يجب أن يختار بوليمر غير أيوني بطبيعته، وبنفس الوقت يجب ان يكون متوافقًا مع الراتينج الموجبة.  تستخدم المستحلبات للمساعدة في مزج المنتج بشكل أفضل ولإنتاج الرغوة. لا تتطلب الرغوة مثبتات طويلة الأمد، من الناحية المثالية، فإن الرغوة تتغلغل فوراً بمجرد وضعها على الشعر. 
قد تدخل الفيتامينات والسيليكون وواقي الشمس والصبغات في تصنيع الرغوة بهدف الحصول على مزايا أخرى من استعمالها، مثل توفير مكون تصفيف مدعم. 
والجدير بالذكر ان بعض العلامات التجارية تستخدم الكحول في تصنيع الرغوة، وهو مناسب لمعظم أنواع الشعر باستثناء الشعر الجاف.
استخدام الصبغات في تصنيع الرغوة يساعد في تغطية الشعر الرمادي ولتصفيف الشعر بالوان مختلفة في نفس الوقت. يمكن استخدام الرغوة الصابغة بشكل شبه الدائم لإضفاء لون للشعر الذي يتلاشى مع أثناء صبغ الشعر بالطرق التقليدية.